# Змагання (село)
Змага́ння — село в Україні, у Нікопольському районі Дніпропетровської області. Входить до складу Першотравневської сільської громади.
Колишній орган місцевого самоврядування — Криничуватська сільська рада. Населення — 51 мешканець.

## Географія
Село Змагання знаходиться в балці Кам'янувата по якій протікає пересихаюча річка Балка Кам'янувата. На відстані 2 км розташовані села Пахар і Лукіївка. Поруч проходить автомобільна дорога Т 0435.

## Історія
12 червня 2020 року, відповідно до розпорядження Кабінету Міністрів України № 709-р від «Про визначення адміністративних центрів та затвердження територій територіальних громад Дніпропетровської області», увійшло до складу Першотравневської сільської громади.
19 липня 2020 року, в результаті адміністративно-територіальної реформи і ліквідації Нікопольського району(1923—2020), село увійшло до складу новоутвореного Нікопольського району.

## Населення

### Мова
Розподіл населення за рідною мовою за даними перепису 2001 року:
| Мова       | Кількість | Відсоток |
| ---------- | --------- | -------- |
| українська | 153       | 96.84%   |
| російська  | 5         | 3.16%    |
| Усього     | 158       | 100%     |